# Dipsas ellipsifera
Dipsas ellipsifera – gatunek niejadowitego węża z rodziny połozowatych (Colubridae). Występuje w północno-zachodniej Ameryce Południowej – endemicznie w Ekwadorze. Prowadzi głównie nadrzewny tryb życia.

## Systematyka
Gatunek ten po raz pierwszy zgodnie z zasadami nazewnictwa binominalnego opisał w 1898 roku brytyjski zoolog George Albert Boulenger na łamach „Proceedings of the Zoological Society of London”. Autor nadał mu nazwę Leptognathus ellipsifera, a jako miejsce typowe wskazał Ibarra w Ekwadorze. Holotyp zaginął, lektotyp ma oznaczenie BMNH 1946.1.21.26.
Takson ten bywał niekiedy traktowany jako podgatunek Dipsas oreas.

### Etymologia
- Dipsas: gr. διψας dipsas, διψαδος dipsados „jadowity wąż, którego ukąszenie wywołuje silne pragnienie”[5].
- ellipsifera: gr. ἔλλειψις od gr. έλλειψη élleipsi „elipsa”, gr. φέρω phero „nosić”[3].

## Morfologia
Jest to małej wielkości wąż o małej głowie, cienkiej szyi, dużych oczach o czarnych tęczówkach i źrenicach. Górne części ciała są od jasnobrązowych do szarawych z charakterystycznymi paskami lub pręgami w liczbie od 30 do 39, występującymi parami, pomiędzy którymi znajdują się jaśniejsze czasami białawe wąskie paski. Czarne paski przechodzą na część brzuszną, do jej krawędzi. Brzuch matowoszary, z gęstym pokryciem mniej lub bardziej kwadratowych, ciemnobrązowych plam, które mają tendencję do skupiania się na zewnętrznych krawędziach łusek brzusznych. Czasami tworzą nieregularne pasy ciągnące się do ogona. Na głowie dobrze widoczne nieregularne ciemne plamy na jasnobrązowym tle. Młode osobniki są podobne do dorosłych z tym, że mają bardziej kontrastowe kolory. Gatunek ten może być mylony z Dipsas elegans  i Sibon dunni. Od Dipsas elegans różni się liczbą tarczek brzusznych, a od Sibon dunni mniej jednolitym ubarwieniem pasków.
Wymiary:
|                          | Samiec   | Samica   |
| Długość całkowita (mm)   | 810      | 803      |
| Długość SVL (mm)         | 580      | 630      |
| Łuski grzbietowe (rzędy) | 15/15/15 | 15/15/15 |
| Tarczki brzuszne         | 153–164  | 157–158  |
| Tarczki podogonowe       | 72–78    | 62–63    |

## Występowanie
Występuje w północnych częściach ekwadorskich Andów, tylko w prowincjach Imbabura i Carchi. Występuje na wysokości 570–2670 m n.p.m.

## Ekologia i zachowanie
Gatunek ten występuje w wielu siedliskach od tropikalnych wilgotnych lasów nizinnych i tropikalnych wilgotnych lasów górskich do półsuchych obszarów krzewiastych. Spotykany jest także na terenach otwartych, uprawach rolnych, plantacjach, pastwiskach czy ogrodach. Prowadzi nocny, głównie nadrzewny tryb życia.

## Status
W Czerwonej księdze gatunków zagrożonych IUCN Dipsas ellipsifera jest klasyfikowany jako gatunek zagrożony (EN, ang. Endangered). Gatunek ten był opisywany jako rzadki, jako najrzadziej spotykany gatunek grupy Dipsas oreana-elegans-ellipsifera, a populację tego gatunku uważa się za silnie pofragmentowaną.